# گروهبان راتلج
گروهبان راتلج (به انگلیسی: Sergeant Rutledge) فیلمی تکنی کالر در ژانر وسترن و جنایی به کارگردانی جان فورد با بازیگری جفری هانتر، کانستنس تاورز و وودی استرود است.

## داستان
در دادگاه نظامی گروهبان راتلج متهم به دزدی و تجاوز شده‌است ولی ستوان تام کارنل به عنوان وکیل مدافع از او دفاع می‌کند و گذشته گروهبان راتلج را می‌بینیم.